# Георги Братоев
Георги Сашков Братоев е български национален състезател по волейбол. Играе на поста разпределител. Има брат близнак, Валентин Братоев, който също е национален състезател, но играе на поста посрещач. Женен е за Пламена Братоева, от която има две деца – Георги и Сиана.
Започва да се занимава с волейбол от 1998 г. в Славия. От 2004 до 2010 тренира във ВК Левски Волей. През 2010 – 2011 година се състезава в Тюмен (Русия). От 2011 до 2012 се връща в Левски Волей. През есента на 2012 е нает заедно с брат си за един месец за да играе на световното клубно първенство за Ал Райан (Катар). През 2013 г. играе за Югра Самотлор (Русия). В началото на сезон 2013 – 2014 подписва със Славия (София), но през декември е привлечен в украинския Локомотив (Харков) с които печели шампионската титла в края на годината. От 2014 г. се състезава за Нефтяник (Оренбург, Русия). В началото на 2015 г. прекратява договора си с руснаците заради финансови проблеми и подписва с Монтана (Монтана), с които става вицешампион на България. През лятото на 2015 г. подписва с Енърджи Т.И. Трентино (Тренто, Италия) за един сезон.
Част е от олимпийския отбор на Олимпиадата в Лондон, където се класира на четвърто място.
През 2015 г. участва в първите европейски олимпийски игри в Баку (Азербайджан) където достига до сребърно отличие.
През следващия сезон, 2016 г., Георги подписва с новака в полското първенство Еспадон (Шчечин).
През 2017 г. се завръща в България включвайки се в бургаския ВК Нефтохимик 2010, с когото печели титлата и суперкупата на страната.
Той е сред участниците в трети сезон на риалити шоуто „Игри на волята“ през 2021 г.

## Постижения
- Шампион на България през 2009 г. [8];
- Бронзов медалист от Европейското първенство през 2009 г. в Турция;
- Носител на купата на България 2012 г. с Левски. [9];
- Най-добър разпределител на финалите на Световната лига 2012 в София;
- Най-добър разпределите на Олимпиадата в Лондон. [10];
- Шампион на Украйна през 2014 г.;
- Вицешампион на България през 2014 – 2015 г.;
- Вицешампион на първите Европейски игри през 2015 г.[11];
- Шампион на България за 2017 г. с ВК Нефтохимик 2010;
- Носител на Суперкупата на България за 2017 г. с ВК Нефтохимик 2010;
- Носител на купата на България с ВК Нефтохимик 2010;
- Шампион на България за 2018 г. с ВК Нефтохимик 2010.